# بداهه‌خوانی و بداهه‌نوازی (آلبوم)
بداهه خوانی و بداهه نوازی نام آلبومی با نوازندگی سه تار بهداد بابایی و آواز  ایرج بسطامی است. در این آلبوم که در آواز اصفهان و دستگاه شور اجرا شده، از اشعار حافظ، سعدی، نظامی گنجوی، کریم فکور، محمدابراهیم جعفری، بیژن ترقی و باباطاهر استفاده شده است. در این آلبوم تصنیف خوشه چین (آهنگ سازی روح‌الله خالقی) و تصنیف یار بیگانه نواز (آهنگ سازی اکبر محسنی) اجرا شده است.

## شرح

### هنرمندان
- آواز: ایرج بسطامی
- سه تار: بهداد بابایی
- تنبک: محمدجواد خداوردی و کوشان یغمایی

### فهرست آهنگ‌ها
- اصفهان:

1. پیش درآمد بداهه
2. ساز و آواز اصفهان (شعر حافظ و سعدی)
3. چهارمضراب و آواز ابوعطا (شعر سعدی و نظامی گنجوی)
4. تصنیف خوشه چین (شعر کریم فکور، آهنگ روح‌الله خالقی)

- شور:

1. پیش درآمد
2. آواز شور (شعر حافظ)
3. ساز و آواز دشتی (شعر حافظ)
4. چهارمضراب
5. شور دشت (دوبیتی باباطاهر)
6. تصنیف الله مزار (شعر و آهنگ محلی)
7. تصنیف مرغ شب (شعر محمدابراهیم جعفری، آهنگ محلی)
8. تصنیف یار بیگانه نواز (دل شکن) (شعر بیژن ترقی، آهنگ اکبر محسنی)

### متن اشعار
- تصنیف خوشه‌چین

| من که فرزند این سرزمینم                  |  | در پی توشه‌ای خوشه‌چینم                       |
| شادم از از پیشهٔ خوشه‌چینی                 |  | رمز شادی بخوان از جبینم                     |
| قلب ما، بُوَد مملو از شادی بی‌پایان         |  | سعی ما، بُوَد بهرِ آبادیِ این سامان             |
| خوشه‌چین، کجا اشکِ محنت به دامن ریزد       |  | خوشه‌چین، کجا دستِ حسرت زند بر دامان          |
| برپا بُوَد جشن انگور، ای افسونگر نغمه‌پرداز |  | در کشور سبزه و گل، با شور و شعف نغمه کن ساز |
| قلب ما، بُوَد مملو از شادی بی‌پایان         |  | سعی ما، بُوَد بهرِ آبادیِ این سامان             |
| خوشه‌چین، کجا اشکِ محنت به دامن ریزد       |  | خوشه‌چین، کجا دستِ حسرت زند بر دامان          |

کریم فکور
- تصنیف مرغ شب

| چو مرغ شب خواندی و رفتی |  | دلم را لرزاندی و رفتی   |
| شنیدی غوغای طوفان را    |  | ز خواندن واماندی و رفتی |
| به باغ قصّه، به دشت خواب |  | سایهٔ ابری در دل مهتاب   |
| مثل روح آزردی و مرداب   |  |                         |
| دلم را لرزاندی و رفتی   |  | چو مرغ شب خواندی و رفتی |
| تو اشک سرد زمستان را    |  | چو باران افشاندی و رفتی |
| سیاه شب لاله‌افشان شد    |  | کویر تشنه گلستان شد     |
| تو می‌آیی، آی تو می‌آیی   |  |                         |
| به باغ قصه به دشت خواب  |  | به راه شیریِن پرمهتاب    |
| تو می‌باری چون گل باران  |  | به جان نیلوفر مرداب     |

محمدابراهیم جعفری
- تصنیف یار بیگانه‌نواز

| یار بیگانه‌نوازم شرح عشق جان‌گدازم                         |
| قصه‌ای از سوز و سازم با تو می‌گویم امشب                    |
| تا که چشم جان گشودم شمع پنهانِ وجودم                      |
| شعله زد در تاروپودم آه جان‌سوزم امشب                      |
| تو ندانی که چه کردی به من و به وی و به خدا               |
| که غمت در من بی دل تو کجا من خسته کجا                    |
| رهگذاری، بی‌نصیبی، بی‌قراری، بی‌شکیبی، تا سحرگاه ناله کرده  |
| نیمه‌شب‌ها در سیاهی، بی‌نصیبی، بی‌پناهی، از سر کوهی گذر کرده |
| ای بهشت موعودم آن سیاهی من بودم                          |
| بی‌خبر ای سرور من می‌گذشتی از بر من                        |
| نه اشک چشمم را بدیدی، نه نالهٔ قلبم شنیدی                 |
| چو بخت من رفتی مهِ من چو آهوی صحرا رمیدی                  |
| ز سوی من دامن کشیدی، تو دل شکستی                         |

بیژن ترقی